# Districte de Dihistan
El districte de Dihistan (persa : dihistān, دهستان, "El país de molts pobles" fou un antic districte agrícola situat a la part nord del curs inferior del riu Atrek. La capital fou Akhur. Estava entre el Gurgan i Coràsmia a quatre dies de camí al nord del Gurgan (Djurdjan). En aquest districte hi havia una ribat (fortalesa frontera) coneguda com a fortalesa de Dihistan que Barthold considera que fou la capital del districte. Avui dia forma part de la província de Balkan al Turkmenistan, al sud-est de la mar Càspia.
El seu nom derivaria del poble dels dahes (llatí dahaes) un clan part. Segons Ibn-Hawkal la regió era poblada només per pescadors que treballaven a la costa de la mar Càspia, però segons Al-Mukaddasi tenia 24 poblets, i era una regió amb fort poblament. Avui dia està deserta i sense habitar. El lloc principal són les ruïnes de Mashhad-i Misriyan que ha estat inscrit a la llista orientativa de la UNESCO des del 25 de febrer de 1998 segons els criteris (i)(ii)(iii)(iv)(v) de la comissió.
La fortalesa de Dihistan era la més important ciutat de l'oest del Turkmenistan als segles XI i XIV, situada en la ruta de la seda del Gorgan a Coràsmia. Els monuments restants són un minaret construït l'any 1004/1005, i un altre construït dos-cents anys més tard que és una part de la mesquita d'Ala al-Din Muhammad Shah de Coràsmia. La ciutat estava envoltada d'un doble mur i s'estén sobre dos-cents hectàrees. A set quilòmetres al nord-est es troba la necròpolis de Mashhad-i Misriyan on hi ha les restes de vint mausoleus. Cinc d'ells són encara visibles, entre els quals la important mesquita de Shir Kabir. Hi ha indicis de nombroses tombes datant del III mil·lenni aC.

## Història
El Dohistan és el teatre d'una batalla entre dos personatges del poema èpic persa de Ferdowsi, el Shah-nama, entre el llegendari Kay Khusraw, shah de l'Iran, adversari del rei-heroi Afrasiyab. El districte fou conquerit pels àrabs durant el regnat del segon califa Umar (vers 642). La capital es va sotmetre sense combat.
Avicena hi va residir algun temps entre la seva sortida de Bukharà després de la mort de l'emir samànida, Nuh II ben Mansur, i el seu pas al servei de l'emir buwàyhida Shams al-Dawla, que el va nomenar visir (entre 997 i 1012); hi va caure malalt el que el va incitar a marxar cap al Tabaristan. Cap al final de l'any 1160, Dihistan fou teatre de la derrota del bawàndida Shah-Ghazî Rustam contra els oghuz. La destrucció de la ciutat per les hordes mongoles al segle xiii (1220) i la destrucció de l'aprovisionament d'aigua va suposar un cop fort per la regió. Unit a altres causes com el canvi ecològic (la desaparició de les reserves forestals deguda a la sobreexplotació del bosc no permetia més la subsistència d'una important població), va provocar el seu despoblament. La regió fou finalment abandonada al segle xv.